# Tetracarpaea tasmanica
Tetracarpaea tasmanica är en tvåhjärtbladig växtart som beskrevs av Joseph Dalton Hooker. Tetracarpaea tasmanica ingår i släktet Tetracarpaea och familjen Tetracarpaeaceae. Inga underarter finns listade i Catalogue of Life.